# Coscorobazwaan
De coscorobazwaan (Coscoroba coscoroba) is de kleinste zwanensoort en de enige zwaan van het geslacht Coscoroba. Alle andere zwanensoorten zijn van het geslacht Cygnus.

## Kenmerken
De naam heeft de coscorobazwaan te danken aan de oorspronkelijke bewoners van Zuid-Amerika. Deze gaven de zwaan de naam naar het geluid dat hij maakt. Als hij kwettert dan roept hij cos-co-ro-oa. De vogel heeft een wit verenkleed met zwarte vleugel- en staartpunten. Hij heeft een rode snavel en roze poten. De lichaamslengte bedraagt 90 cm.

## Voortplanting
Het nest bevindt zich in moerassen. Het legsel bestaat meestal uit 5 tot 9 eieren, die ongeveer 35 dagen worden bebroed.

## Verspreiding en leefgebied
De coscorobazwaan leeft in zuidelijk Zuid-Amerika en op de Falklandeilanden en komt daar voor in moerassen en op meren. De coscorobazwaan wordt ongeveer 20 jaar oud.

## Status
De grootte van de populatie wordt geschat op 10-25 duizend vogels. Op de Rode lijst van de IUCN heeft deze soort de status niet bedreigd.